# Boissy-le-Châtel
Boissy-le-Châtel – miejscowość i gmina we Francji, w regionie Île-de-France, w departamencie Sekwana i Marna.
Według danych na rok 1990 gminę zamieszkiwało 2366 osób, a gęstość zaludnienia wynosiła 238 osób/km² (wśród 1287 gmin regionu Île-de-France Boissy-le-Châtel plasuje się na 448. miejscu pod względem liczby ludności, natomiast pod względem powierzchni na miejscu 384.).